# NGC 5530
NGC 5530 је спирална галаксија у сазвежђу Вук која се налази на NGC листи објеката дубоког неба.
Деклинација објекта је - 43° 23' 13" а ректасцензија 14h 18m 27,1s. Привидна величина (магнитуда) објекта NGC 5530 износи 11,0 а фотографска магнитуда 11,8. Налази се на удаљености од 16,9000 милиона парсека од Сунца. NGC 5530 је још познат и под ознакама ESO 272-3, MCG -7-29-13, IRAS 14152-4309, PGC 51106.